# 2018年马达加斯加总统选举
2018年马达加斯加总统选举于2018年11月7日在马达加斯加举行。由于没有候选人获得多数票，12月19日举行了第二轮投票，由排名前两位的候选人安德里·拉乔利纳和马克·拉瓦卢马纳纳参加。12月27日，拉乔利纳以56%的选票当选马达加斯加总统。

## 竞选运动

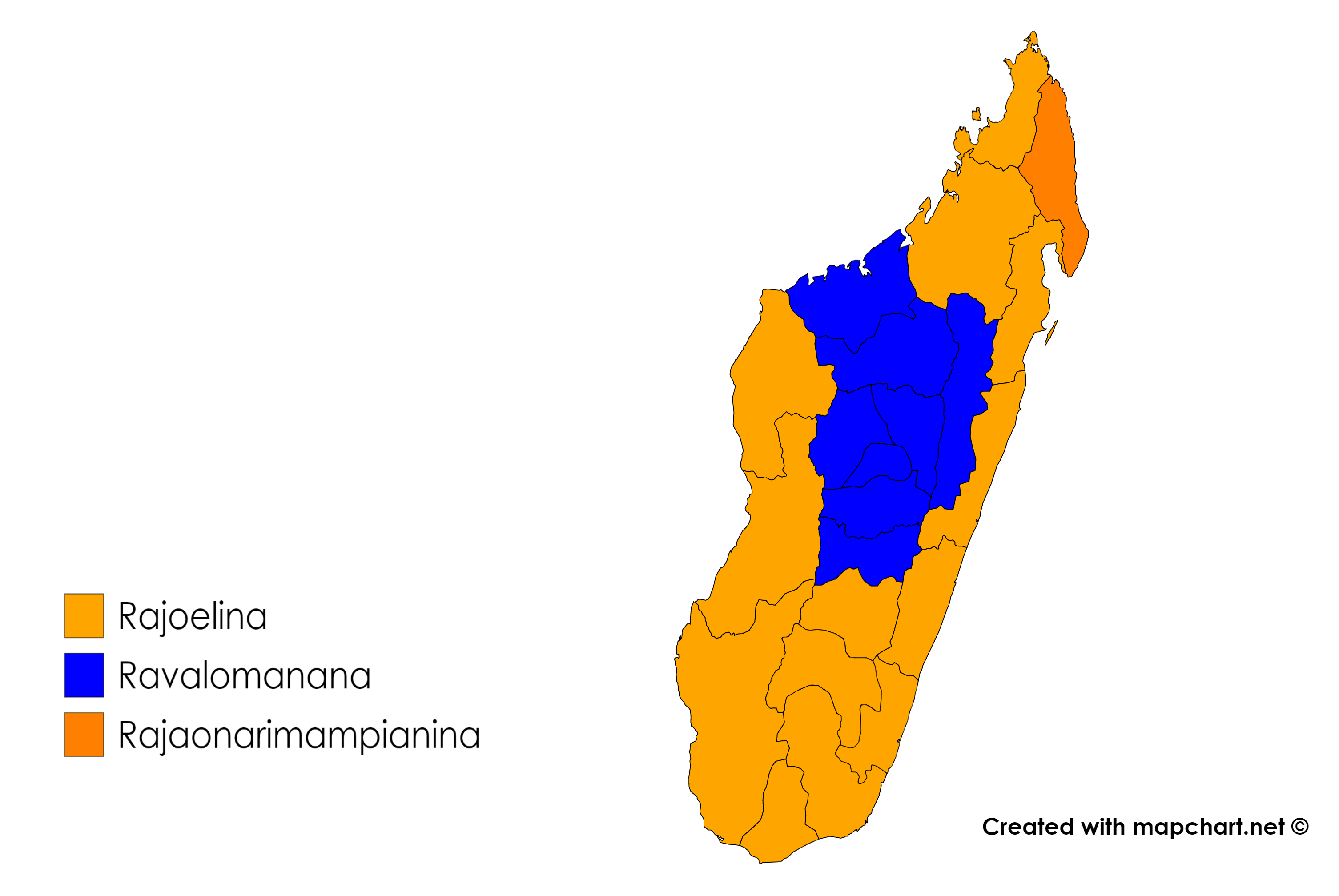
各地区排名第一的候选人

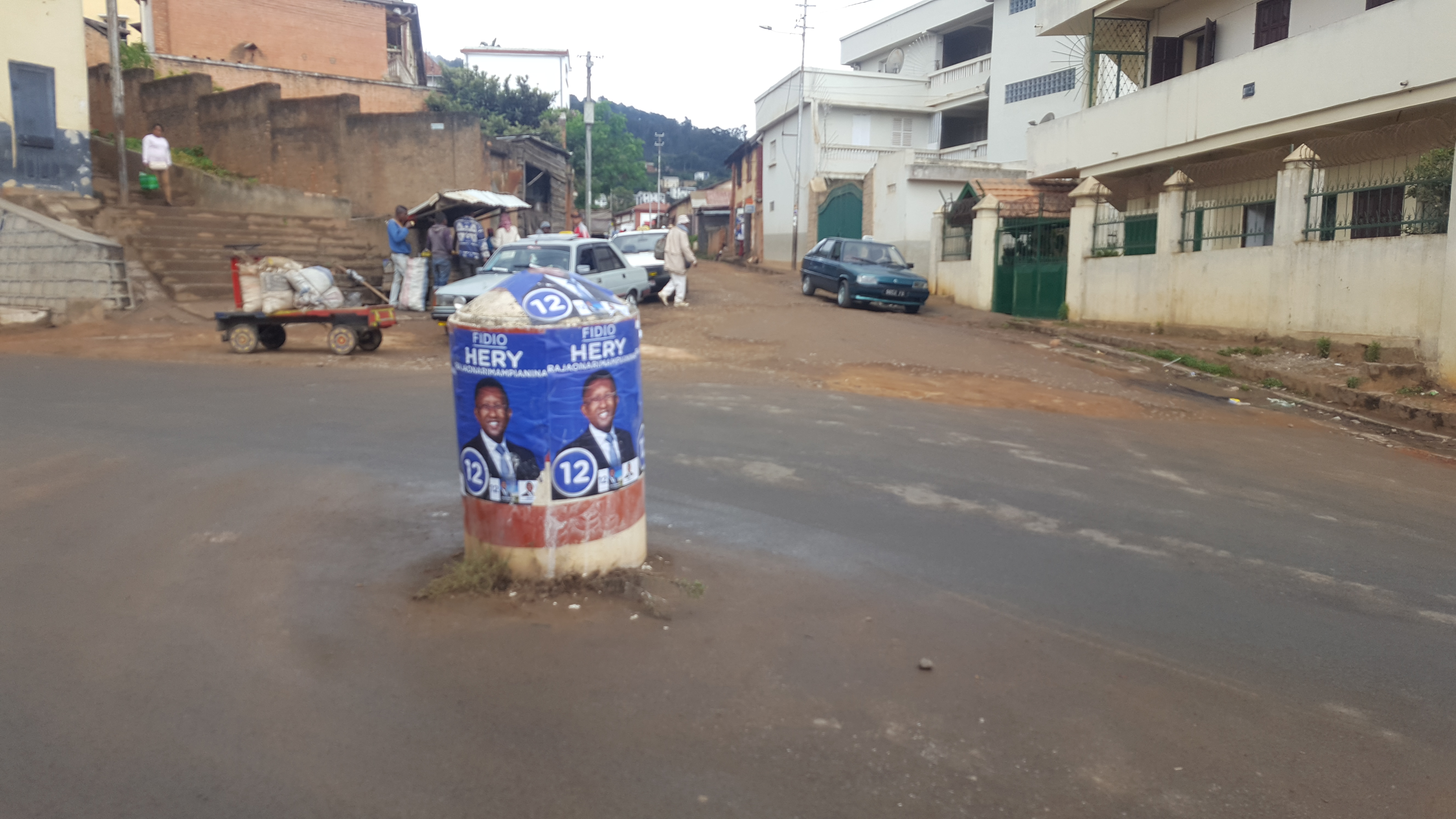
现任总统埃里·拉乔纳里马曼皮亚尼纳在菲亚纳兰楚阿的海报

尽管大多数马达加斯加人生活在贫困之中，但选举预计将是2018年人均最昂贵的选举之一。前三名候选人：埃里·拉乔纳里马曼皮亚尼纳、安德里·拉乔利纳和马克·拉瓦卢马纳纳在资金上比其他竞争者有很大优势，候选人尼·拉多·拉法利马纳纳抱怨说，由于资金上的限制，任何其他候选人都不可能与前三名竞争，因为没有足够竞选资金支持。一些选举观察家认为，获胜者与该候选人的经济实力和影响力的关系，将比他们的政治地位更大。由于该国大量贫困，在选举上的巨额开支也受到了批评，许多人认为这笔钱可以更好地用于其他地方。
尽管该国三分之二的人口在25岁以下，但年轻人的投票率和兴趣都很低。